# 1926 au Yukon
Chronologie du Yukon
- 1922
- 1923
- 1924
- 1925
- 1926
- 1927
- 1928
- 1929
- 1930

Cette page concerne des événements d'actualité qui se sont produits durant l'année 1926 dans le territoire canadien du Yukon.

## Politique
- Commissaire de l'or : Percy Reid (en)
- Législature : 7e

## Événements
- 14 septembre : Le Parti libéral de Mackenzie King remporte les élections générales avec 116 députés élus contre 91 pour les conservateurs, 36 députés aux tiers-partis et 2 indépendants élus. Dans la circonscription du territoire du Yukon, George Black du conservateur est réélu pour un troisième mandat face au libéral et ex commissaire Frederick Tennyson Congdon (en).

## Naissances
- 15 juin : Douglas Bell (en), commissaire du Yukon († 18 avril 2021)
- 28 août : Ted Harrison (en), artiste († 16 janvier 2015)